# Trilogia (Lucio Dalla)
Trilogia è una raccolta di canzoni di Lucio Dalla pubblicata il 27 novembre 2015. Il cofanetto è costituito da 3 CD, un DVD e un libro contenente foto inedite.

## La raccolta
La raccolta comprende gli album: Come è profondo il mare, Lucio Dalla e Dalla.

## Il DVD
Il dvd contiene un film, girato da Ottavio Fabbri, che raccoglie le testimonianze degli artisti che hanno partecipato al tour Banana Republic. Tale film è sempre stata considerata una rarità a tal punto dal credere che vi fosse persa ogni copia.